# 동시리아 전례
동시리아 전례는 메소포타미아의 에데사에서 유래 된 아시리아 종교 의식 또는 페르시아 종교 의식이라고도 불리는 기독교 전례이다. 전례는 역사적으로 동방 교회에서 사용되었고 여기서 유래된 교회에서 사용되었다. 동방 아시리아 교회(인도의 칼데아 시리아 교회 포함), 동방 고대 교회, 칼데아 가톨릭교회, 시로 말라바르 가톨릭교회 등이 있다. 후자의 두 교회는 로마 가톨릭교회와 완전한 교제를 맺은 동방 가톨릭교회이다.

## 같이 보기
- 서시리아 전례